# سانیو الکتریک
سانیو الکتریک (انگلیسی: Sanyo Electric) شرکت ترابری ریلی ژاپنی است، که در سال ۱۹۳۳ تأسیس شد.